# آیین کامیابی
آیین کامیابی کتابی از دیل کارنگی با ترجمهٔ علی‌اکبر کسمائی است که در سال ۱۳۳۲ منتشر و برندهٔ جایزه کتاب سال سلطنتی شد.